# Octovannuccia zhangjinbiaoi
Octovannuccia zhangjinbiaoi is een hydroïdpoliep uit de familie Corymorphidae. De poliep komt uit het geslacht Octovannuccia. Octovannuccia zhangjinbiaoi werd in 2010 voor het eerst wetenschappelijk beschreven door Xu, Huang & Lin. 